# Llista de Creus de Sant Jordi/2023/Entitats

#### Entitats
Informació actualitzada per un bot. Els canvis manuals es perdran quan s'actualitzi!
| Entitat                                                | Wikidata   | Descripció                                 | Imatge |
| ------------------------------------------------------ | ---------- | ------------------------------------------ | ------ |
| Festival Sónar                                         | Q1513769   | festival de música                         |        |
| Sopa de Cabra                                          | Q3752591   | grup de música català                      |        |
| Casino del Centre                                      | Q11912946  | entitat cultural i edifici de l'Hospitalet |        |
| Casino Recreatiu i Instructiu d'Amposta                | Q21666954  | edifici modernista d'Amposta               |        |
| L'Estaquirot                                           | Q111381096 | companyia teatral                          |        |
| Associació Cultural dels Raiers de la Ribera del Segre | Q117845841 |                                            |        |
| Federació de Cooperatives Agràries de Catalunya        | Q117845920 | federació de cooperatives catalana         |        |
| Fundació Privada Vozes                                 | Q117845939 |                                            |        |
| Fundació Tot Raval                                     | Q117845948 | fundació del Raval                         |        |
| Societat Coral El Progrés                              | Q117845961 |                                            |        |